# Skräntärna
Skräntärna (Hydroprogne caspia, tidigare Sterna caspia) är en stor tärna som numera placeras i familjen måsfåglar. Globalt har arten ett stort men glest utbredningsområde och förekommer häckande på alla kontinenter utom Sydamerika. I Europa häckar större delen av populationen i Östersjöområdet och i Kaspiska havet, med några mindre populationer i Svarta havet och några enstaka par (från Östersjöpopulationen) i Ladoga. Skräntärnan är karaktäristisk med sin måslika flykt som skiljer sig från andra tärnors, sin grova blodröda näbb och sina hesa, barska läten.

## Utseende och läte

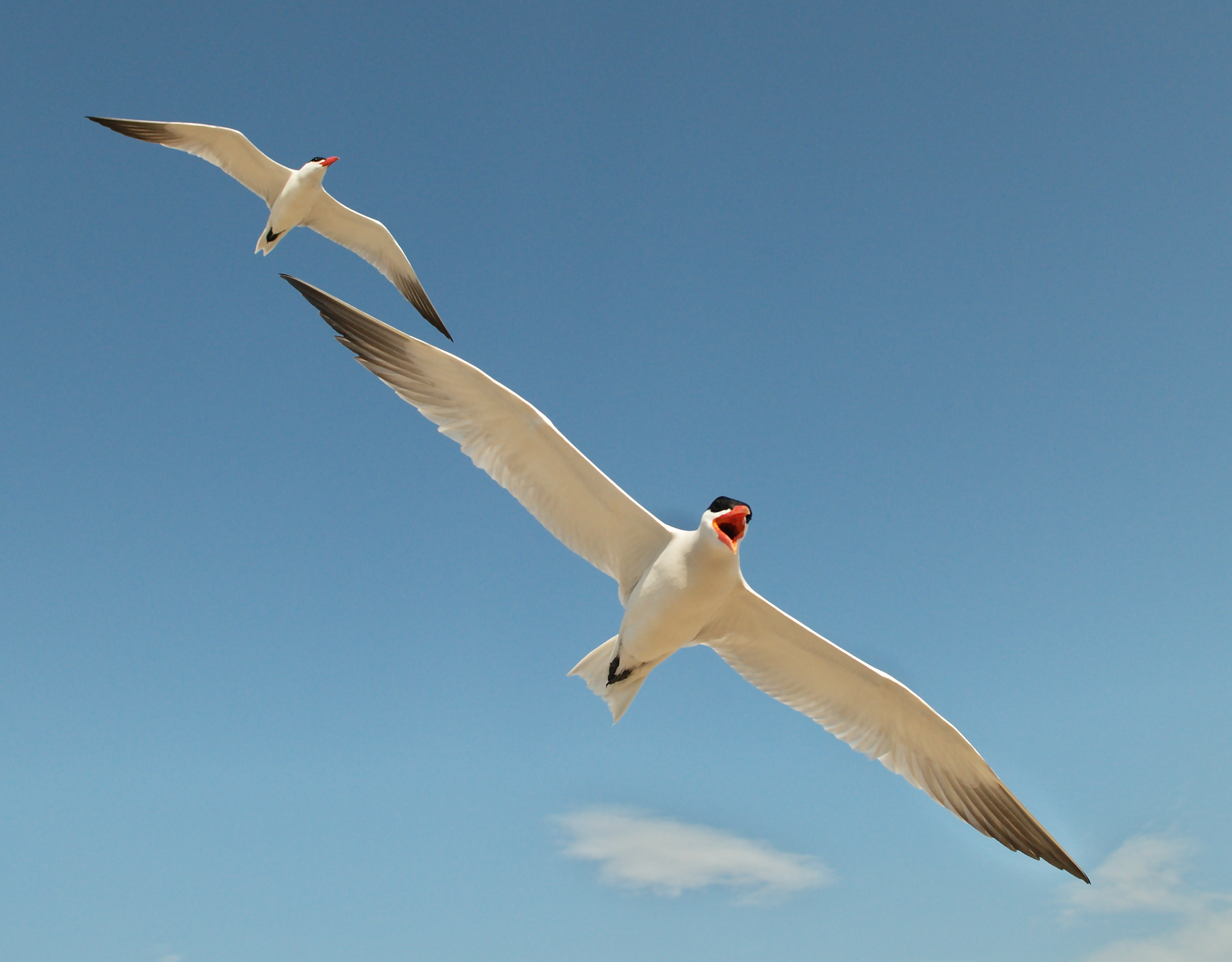

Skräntärnan är världens största tärna. Den är 48 till 55 centimeter lång med ett vingspann på upp till 111 centimeter, det vill säga ett större vingspann än fiskmåsens. Den väger 575–775 gram. Kroppsbyggnaden är grov och måslik med grovt huvud, till skillnad från andra tärnor.
Den adulta fågeln har en lång, kraftig och korallröd näbb med svart spets, svart hjässa och vit nacke. Stjärten är vit, kort och lätt kluven. Vingarnas ovansidor är ljusgrå, medan handpennorna är mörkare undertill och kan sett från ovan visa ett trekantigt fält på vingspetsen. Vingundersidorna är ljusa med mörka spetsar. Tarsen är svart och lång jämfört med andra tärnors.
Juvenilens näbb är kortare samt mindre klarröd. Näbben är fullt utvuxen vid ett års ålder. Förutom på näbben känns juvenilen igen på att vingar, rygg och stjärt är gråbrunspräckliga samt på dess ljusare tars.
På häckningsplatserna i norr finns det ingen risk att skräntärnan förväxlas med andra arter, men vid övervintringsplatserna kan den blandas ihop med kungstärna (Sterna maxima) och iltärna (Sterna bengalensis).
Skräntärnan kan bli mycket gammal; den högsta dokumenterade åldern för en skräntärna är 30 år. Medelåldern är uppskattad till 12 år.

### Läte
Skräntärnans repertoar utgörs av några karaktäristiska barska, något hägerliknande kraxande läten. När föräldrar, ungar och gamla fåglar möts hörs ett utdraget ra-ra-ra-ratschau. Detta sker i samband med en bugning på marken eller i luften. Fåglarna lockar i flykten med ett ljudligt, djupt skrovligt kree-ark!. Skärgårdsbor brukar säga att den ropar Kraakatau!, vilket rätt väl beskriver lätet. Vid fara låter skräntärnan höra ett upprepat rara-ra, och den attackerar andra tärnor med ett skrarpt graap. Ungfåglarnas tiggläte består av ett genomträngande kli-vi, eller iih.
Ljudexempel
- Några av skräntärnans läten

## Utbredning och systematik

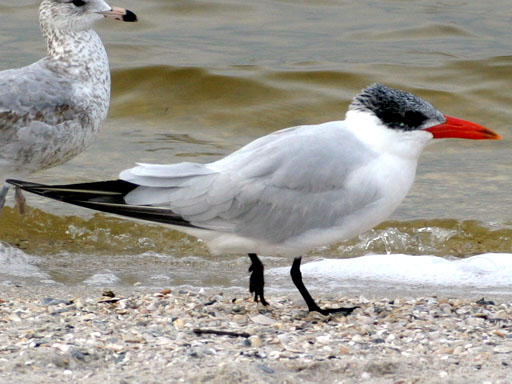
Skräntärna i vinterdräkt

### Utbredning

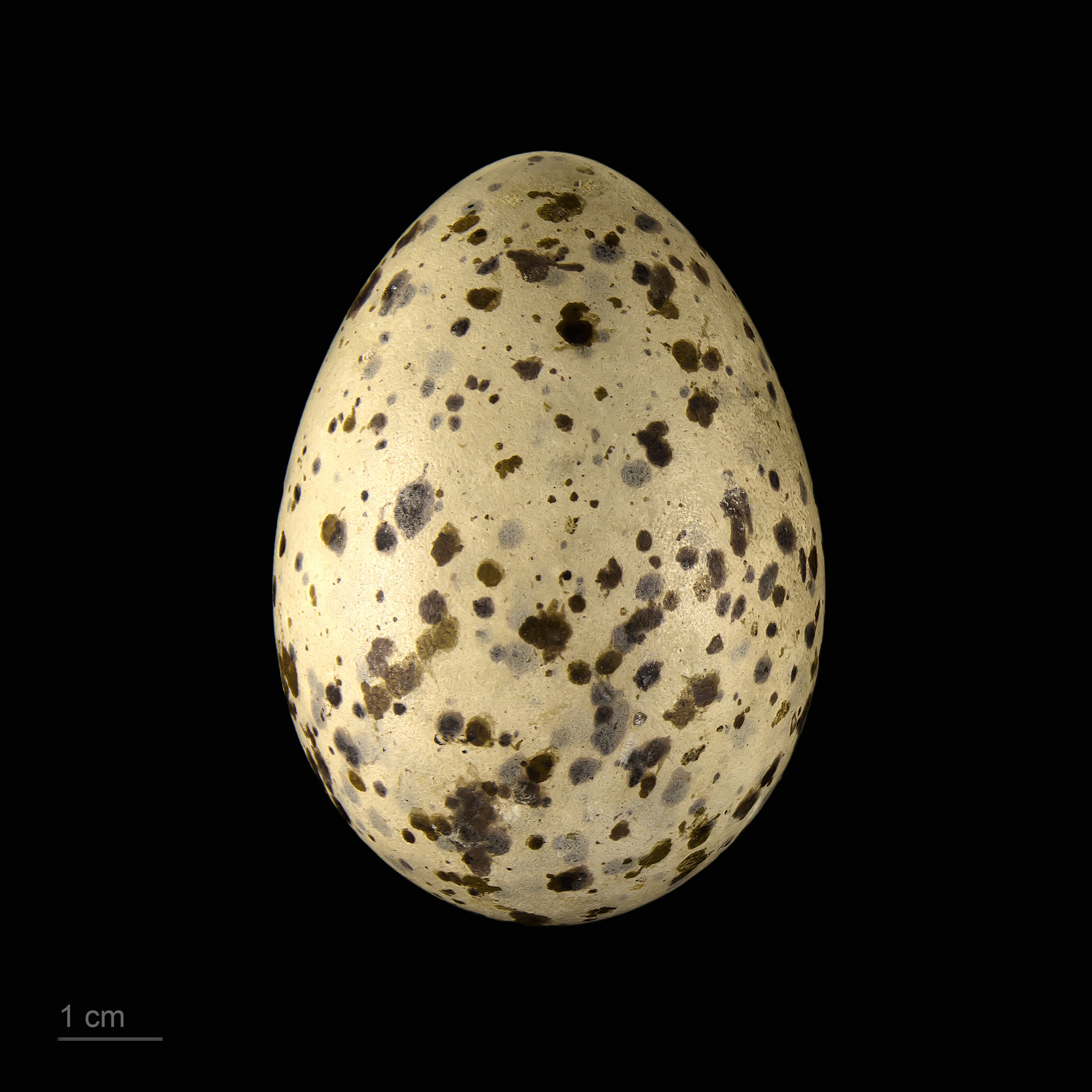
Hydroprogne caspia

Arten har ett stort men fragmenterat utbredningsområde över stora delar av världen och häckar på samtliga kontinenter förutom Sydamerika och Antarktis. I Europa häckar den på tre lokaler: kring Östersjön, vid Svarta havet och vid Kaspiska havet. Skräntärnan häckar också i Kina och sporadiskt i olika saltsjöar i centrala Asien. Därefter sträcker sig utbredningen från Australien och Nya Zeeland till lokala populationer i Nordamerika och Afrika. I Nordamerika häckar arten i stora insjöar och vid havskuster, inklusive Stora sjöarna.
Skräntärnan är en utpräglad flyttfågel. I Europa påbörjar den flyttningen i slutet av juli, då mest till fiskrika sjöar i inlandet, varefter den sträcker söderut över kontinentala Europa till floddeltan kring Medelhavet. Där stannar en del individer, dock flyttar merparten av fåglarna rakt över Saharaöknen och övervintrar i tropiska Västafrika, mest vid inlandsvattenmassor, till exempel i Mali eller Ghana. Det förekommer att unga skräntärnor stannar kvar i övervintringsområdet. Hos det svenska beståndet sker återkomsten i april eller maj.
De relativt fåtaliga asiatiska populationerna övervintrar dels i Afrika och dels omkring Sri Lanka och i Bortre Indien. Det nordamerikanska beståndet flyttar söderut under vinterhalvåret; många övervintrar i Västindien och norra Sydamerika. Afrikanska och australiensiska skräntärnor stannar kvar året om, men kan också röra sig korta sträckor.

### Systematik
Arten beskrevs första gången omkring 1770 av Peter Simon Pallas och Ivan Ivanovitch Lepechin, oberoende av varandra. Pallas gav den det vetenskapliga namnet Sterna caspia eftersom han påträffade den i Kaspiska havet, Lepechin gav den namnet Sterna tschegrava. Så småningom blev Sterna caspia det gällande namnet. Idag placeras arten i det egna släktet Hydroprogne och kallas därför för Hydroprogne caspia.
Trots sitt omfattande utbredningsområde delas den vanligtvis inte upp i några underarter. Dock klassificeras beståndet i Australien och på Nya Zeeland emellanåt som underarten Hydroprogne caspia strenua, men dess karaktärer överensstämmer med fåglar från andra delar av jordklotet.

### Förekomst i Skandinavien
I Sverige häckar den lokalt längs med hela Östersjökusten och sporadiskt vid större sjöar i Mellansverige, som Vänern, Hornborgasjön, Roxen, Bråviken, Skåra viltvatten och Mälaren. Enligt Nilsson 1858 och von Wright 1851 ska den förr även ha häckat i Bohuslän.
Beståndet av skräntärna i Östersjön är gemensamt mellan Sverige, Finland och Estland, och ett utbyte av fåglar sker regelbundet. Enligt studier har en individ som häckat i två svenska kolonier flyttat till en finsk när de svenska har lämnats.

## Ekologi

### Biotop
Skräntärnan ställer speciella krav på sin biotop och häckar endast på flata sten- och sandöar i havet, helst fria från vegetation, belägna utanför kusten eller i ytterskärgården.

### Föda

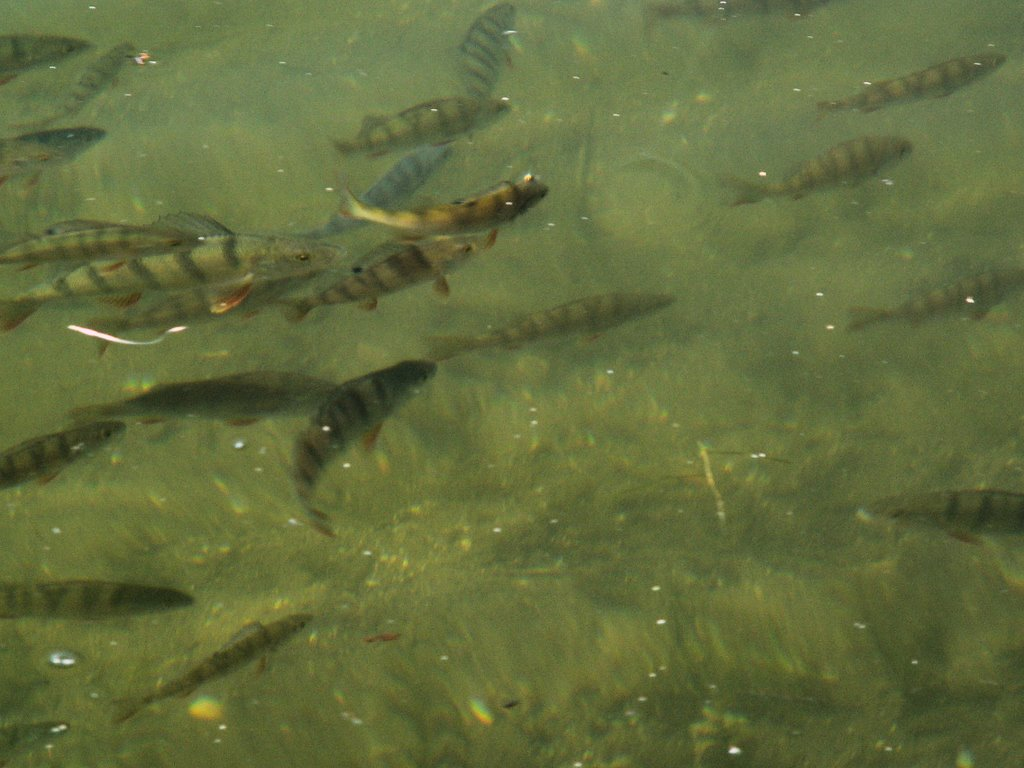
Abborre utgör en viktig del av skräntärnans föda.

Skräntärnan livnär sig av fisk. Analyser av spybollar insamlade på boplatser i Sverige och Finland har påvisat förekomsten av 12 fiskarter. Av dessa var mörtfiskar (Leuciscinae), abborre (Perca fluviatilis) och strömming (Clupea harengus) de viktigaste, men även gädda och laxfiskar. Undersökningen visade att mört utgjorde den största delen av födan i maj, medan abborre var den dominerande arten i juni. Strömming var en viktig del i skräntärnans diet i slutet av maj eller i början av juni, då fiskarna var lätta att nå.
För att fånga bytet, flyger den 10 till 15 meter över vattnet med måsfågelaktiga vingslag och håller näbben nedåtriktad. När fågeln har lokaliserat en fisk, stegrar den sig och störtdyker ner mot vattnet för att greppa sitt byte. Födosöket sker ofta flera mil ifrån häckningsplatsen vid fiskrika vatten, i vikar utmed kusten och i sjöar.
Det förekommer också att skräntärnan äter andra fåglars ägg och ungar och as samt stjäl mat från andra tärnor och måsar.

### Häckning
Skräntärnan häckar i stora kolonier på upp till 100 par, i extremfall upp till 200 par, eller i enstaka par. Cirka 90% lever i kolonier, medan merparten av de resterande paren häckar solitärt. De flesta fåglar börjar häcka vid tre års ålder, men några väntar med att göra sitt första häckningsförsök i ytterligare tre år.
Skräntärnan häckar inte sällan med andra arter i underordningen Lari, som trutar, fiskmåsar och kustlabbar, men det medför olika risker för häckningsresultatet. Kustlabbar brukar till exempel, trogna sitt artbeteende, försöka stjäla fångsten när skräntärnan anländer till boplatsen med föda i näbben och signalerar med läten och dykningar. Skräntärnan brukar dock som relativt robust fågel ha viss framgång i försvaret av sin fångst, och blir alltmer beslutsam att behålla fisken ju närmare skräntärnesamhället kustlabben kommer. Somliga måsfåglar kan också angripa skräntärnans ungar, vilket påverkar häckningen negativt.

#### Parbildning och boplatsval
Skräntärnan kan under sin häckningsperiod vara mycket känslig. Ibland händer det att ett helt skräntärnesamhälle lämnar häckplatsen och flyttar långt ifrån den ursprungliga platsen. När en individ väl har etablerat sig på boplatsen är den stationär livet ut, om inte kolonin bryter upp. Flera efterföljande generationer av ensamhäckande par kan välja samma plats att häcka på under en period om flera hundra år.
Föräldrarna övervintrar inte tillsammans utan möts först på våren vid häckplatsen. Hanen och honan är ofta lika gamla och häckar ofta flera år i rad. Paren håller ihop under en lång period, om en individ omkommer sker vanligtvis en ny parbildning. I kolonier ligger skräntärnebona mellan 0,7 och 4 meter från närmaste granne.

#### Boet, äggläggning och ruvning

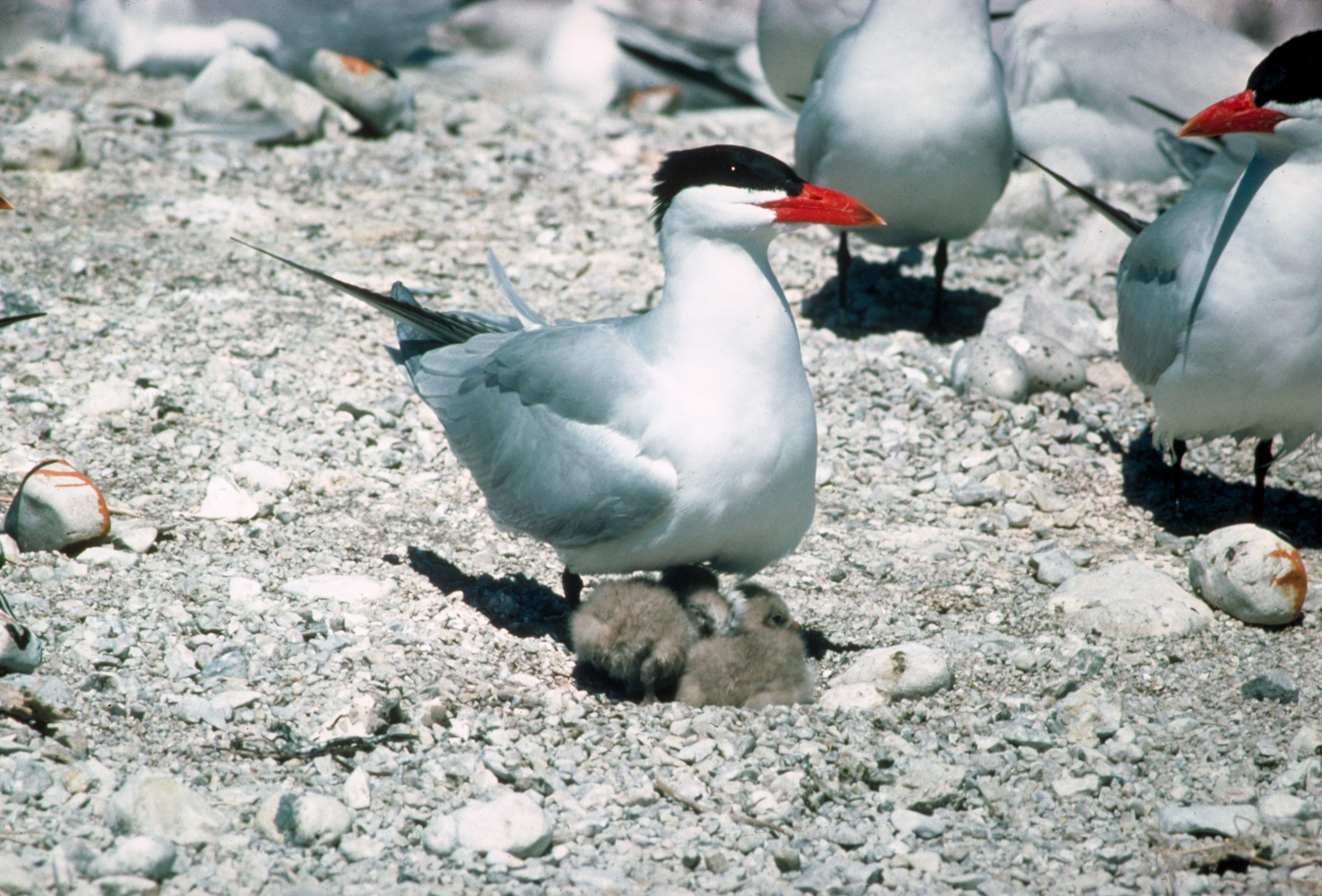
En kolonihäckande skräntärna med dunungar.

Under våren förser hanen honan med fisk i så kallade "frierimatningar". Detta är viktigt för honan, ett extra energitillskott gör att hon kan lägga ägg av så god kvalitet som möjligt. Boet består oftast av en liten, ihopkrafsad grop på marken och är tillverkat av gräs och tång. Runt boet läggs också fiskben. Honan lägger 1–3 vitaktiga, brunprickiga ägg någon gång i maj, som ruvas växelvis av båda föräldrarna i genomsnitt 26–28 dygn. Det har förekommit uppgifter om att ruvningstiden är 20–21 dygn, men dessa är felaktiga.
Äggen läggs direkt efter varandra vilket kan göra att åldersskillnaden på ungarna blir uppemot ett dygn. Ibland händer det att den yngsta fågeln dör av svält eller trampas ner i bobalen. Vid en misslyckad häckning kan honan lägga nya ägg, men då blir häckningsresultatet sämre. Skräntärnan kan uppträda mycket aggressivt mot predatorer när hon försvarar sina ungar.

#### Ungarnas utveckling

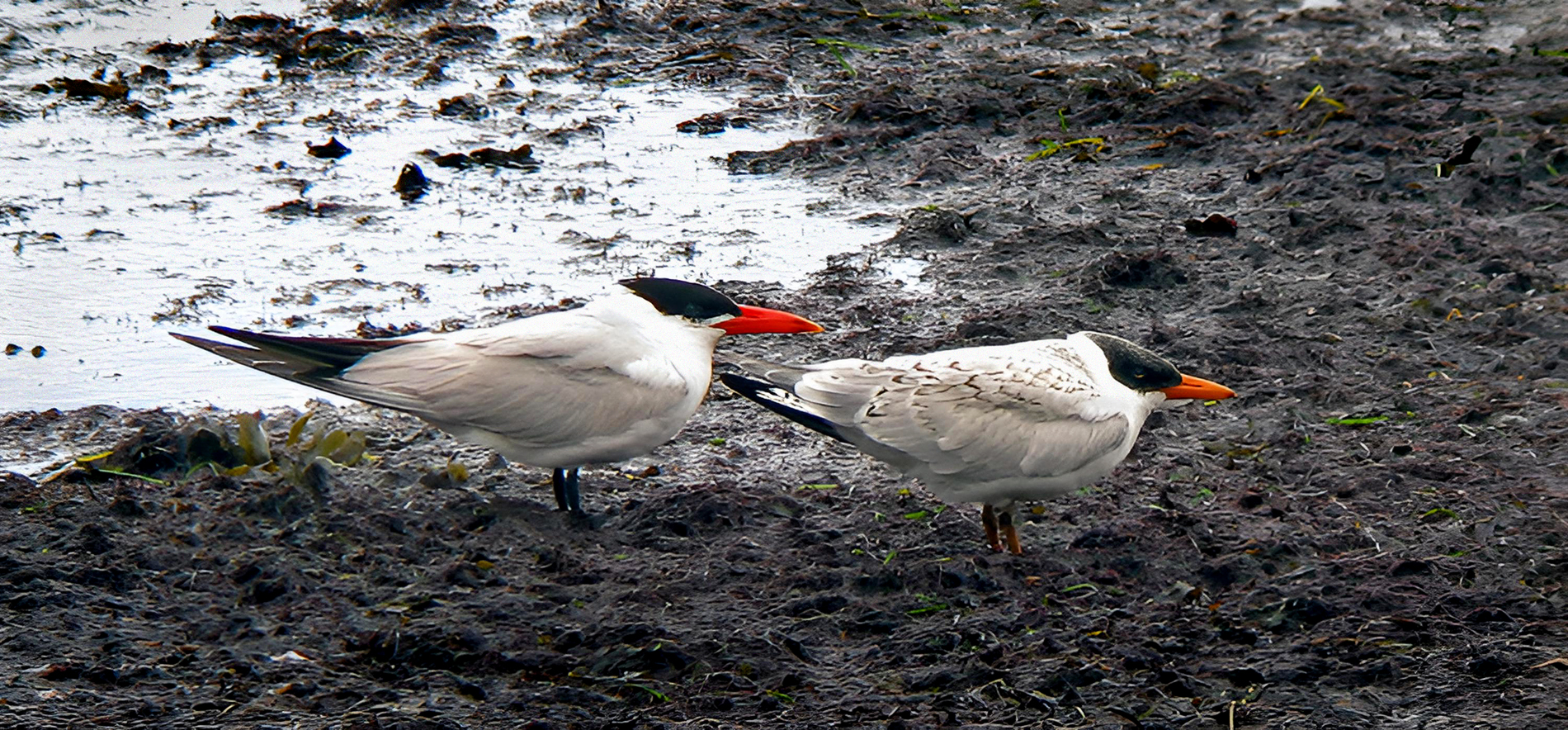
En adult med unge rastar i Ystad.

När ungarna kläcks väger de omkring 70 gram och bär först en dundräkt som de därefter ruggar till första vinterdräkt. Efter 3 dygn kan ungarna lämna boet och när alla ungar blivit flygfärdiga efter 35–45 dygn, överges boplatsen helt och familjen flyttar till större insjöar i ett antal veckor, innan de åter flyttar söderut till sina övervintringslokaler. Om kullen är stor splittras den och vardera förälder tar hand om en eller två ungar. Skräntärnan tar hand om sina ungar längre än många andra arter vilket innebär att ungarna matas av föräldern ytterligare ett antal månader, ibland ända tills familjen har nått vinterkvarteret.

## Skräntärnan och människan

### Status och hot
Man räknar med att världspopulationen består av cirka 50 000 häckande par. Siffrorna är i de flesta regioner stabila och världspopulationen kategoriseras som livskraftig (LC) av IUCN. Skräntärnan är mycket störningskänslig under sin häckningsperiod och kan vid angrepp överge boplatserna.

#### Östersjöbeståndets status
Populationen i Östersjön minskar, är rödlistad och klassas för närvarande som nära hotad (NT).
I början av 2000-talet uppskattades östersjöpopulationen till cirka 1 700 häckande par varav cirka 600 i Sverige.
Östersjöbeståndet har minskat sedan 1970-talet då man uppskattade populationen till 2 200 häckande par, varav cirka 900 i Sverige. Sedan dess har kolonierna blivit färre men de kvarvarande kolonierna har istället ökat i individantal. Exempelvis, uppskattade man 2005 att en tredjedel av det svenska beståndet häckade i en enda fågelkoloni på ett skär i Uppland, och från år 2004 till 2005 minskade antalet kolonier i Sverige från åtta till sju, och arten klassas för närvarande som sårbar i Sverige. 
Predatorer på gamla fåglar är mink och berguv, hos ungfåglarna mink, havstrut, gråtrut och havsörn. I många delar av skärgården har arten drabbats hårt av minkens etablering, därför kommer jakten på dessa djur att utökas runtomkring skräntärnekolonierna.
Under de senaste åren har skräntärnan drabbats av en hittills okänd sjukdom; äggläggning och kläckning sker normalt, men föräldrarna visar inget intresse av att utfodra ungarna, som sakta dör. Det finns misstankar att någon inälvsparasit är inblandad.

#### Projekt skräntärna
I samarbete mellan Världsnaturfonden, Sveriges ornitologiska förening och Ringmärkningscentralen vid Naturhistoriska riksmuseet bedrivs Projekt skräntärna sedan 1984, som är ett program för att följa beståndets utveckling.

### Namn
På Gotland har arten dialektalt kallats skrimava och svartnacke.